# Portal Tombs von Ballyknock
Die beiden Portal Tombs von Ballyknock liegen etwa 300 m entfernt voneinander mit Blick auf die Bunatrahir Bay auf einem abschüssigen Gelände, im Townland Ballyknock (irisch Baile an Chnoic) nordwestlich von Ballycastle im Norden des County Mayo in Irland. Sie befinden sich etwa 3 km südöstlich des megalithischen Feldsystems der Céide Fields. Östlich liegen die beiden Court Tombs von Ballyglass. Westlich steht der über 4,5 Meter hohe Menhir von Doonfeeny.
Als Portal Tombs werden Megalithanlagen in Irland und Großbritannien bezeichnet, bei denen zwei gleich hohe, aufrecht stehende Steine die Vorderseite der Kammer bilden und mit dem Türstein und dem schwergewichtigen Deckstein den „Türrahmen“ bilden. Der meist nur halbhohe Türstein steht, beziehungsweise stand, zwischen den Orthostaten am Eingang.

## Portal Tomb MA 006-024 (NW)
Lage: 54° 17′ 21,9″ N, 9° 24′ 30,6″ W
Dieses Portal Tomb liegt an einem Hang, der unmittelbar dahinter steil ansteigt. Es ist nord-südlich orientiert. Von hier aus hat man eine gute Aussicht auf das Tal und die Küstenlinie.
Im Norden liegen die Reste einer Galerie aus zwei Portalsteinen mit dazwischenliegenden Türsteinen und zwei verlagerten Platten, im Osten. Die Portalsteine stehen im Abstand von einem Meter. Der westliche ist 1,45 m hoch und neigt sich nach innen. Der östliche ist 0,9 m hoch. Den Raum zwischen den Portalsteinen überbrücken zwei parallel zueinander gesetzte Steine ungleicher Höhe. Der nördliche ist 0,4 m, der andere 0,55 m hoch. Die 2,4 × 1,5 × 0,4 m messende Platte östlich des Portals ist wahrscheinlich ein verlagerter Deckstein. Die etwa 2,8 × 1,0 × 0,35 m messende Platte daneben könnte ein verlagerter Seitenstein sein.
Im Süden liegt eine Gruppe großer Platten, die die Reste einer zweiten Struktur sind. Eine beträchtliche Menge an Cairnmaterial verbindet die Strukturen. Ihre Beziehung zum Portal Tomb ist nicht klar.

## Portal Tomb MA 007-043 (SO)
Lage: 54° 17′ 13,8″ N, 9° 24′ 15,8″ W
Diese Anlage liegt etwa 300 m südöstlich der anderen Anlage im Tal. Sie bietet daher keine so gute Aussicht wie die nordwestlich gelegene.
Zwei Portalsteine und ein Türstein sind noch vorhanden. Dahinter sind einige halbverborgene Steinplatten, die die zusammengestürzte Kammer repräsentieren könnten. Das Portal Tomb hat im Anschluss einen kleinen Hügel. Dieser muss aber nicht zur ursprünglichen Struktur gehört haben, sondern kann auch aus späterer Zeit stammen, als die Weidezäune errichtet wurden.
Der westliche Portalstein ist 1,90 m hoch. Der andere neigt sich stark zur Seite. Aufrecht würde er 2,20 m messen. Der Türstein hat eine Höhe von 1,50 m. Etwa 3 m entfernt davon ist eine Steinplatte, die den Abschluss der Galerie gebildet haben könnte. Weitere, nahezu verborgene Steinplatten könnten Seitensteine gewesen sein.